# Hünfelder Kreisblatt

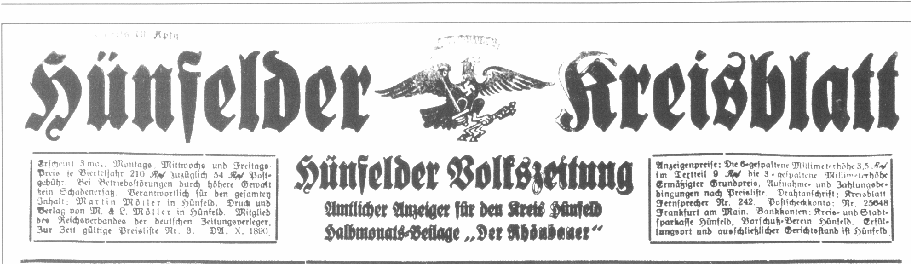
Hünfelder Kreisblatt in der Zeit des Nationalsozialismus, siehe Hakenkreuz auf der Brust des Adlers

Das Hünfelder Kreisblatt war eine Zeitung, die von 1896 bis 1898 und von 1912 bis 1942 erschien. Die Zeitung erschien zwei bis drei Mal wöchentlich in Hünfeld, einer Stadt im Landkreis Fulda in Osthessen.
In der Zeit des Nationalsozialismus erschien das Hünfelder Kreisblatt mit dem Untertitel Hünfelder Volkszeitung. Amtlicher Anzeiger für den Kreis Hünfeld. Halbmonats-Beilage „Der Rhönbauer“.